# Черноголовка
Черноголо́вка — город в Московской области России, наукоград. Образует муниципальное образование городской округ Черноголовка, имеет статус города областного подчинения с административной территорией.
Население — 18 472 чел. (2024).

## География
Расположен на реке Черноголовке (бассейн Клязьмы), в 21 км к северу от Ногинска, к северо-востоку от Москвы (в 59 км от Кремля, 43 км от МКАД, в 61 км по трассе, 56 км по прямой от Москвы).
К северу от города располагается лесной массив, а в нем городская зона отдыха вокруг так называемого Северного озера (бывший песчаный карьер, площадь акватории 13,2 га).

## История и этимология
В 1327 году Иван Калита перед отъездом в Орду составляет духовную грамоту, или завещание, в которой впервые документально зафиксировано название «Черноголовль».
Второй раз волость Черноголовль упоминается среди прочих дворцовых сёл и волостей в духовной грамоте (завещании) великого московского князя Ивана Калиты (около 1339 г.; по другим данным, 1336 г.), написанной второй жене, княгине Ульяне, перед поездкой в Орду, в благополучном завершении которой князь не был уверен. В грамоте великокняжеский дьяк Кострома в присутствии духовных княжеских отцов — священников Ефрема, Давида и Феодосия — со слов князя вывел: «…а даю княгине своей с меньшими детьми Сурожик, Мушкову гору, Радонежское, Бели, Вора, Черноголовль…». Это была не первая поездка Ивана Калиты в Орду, и в очередной раз его одолевали тяжкие думы: дорога в ханскую Ставку казалась безвозвратной. Но ехать надо было обязательно, потому как добиться полноты власти без ярлыка на великое княжение было невозможно. Боялся он не за себя — за родных, опасался, что между ними пойдёт вражда; поэтому, собираясь в дорогу, хотел всё взвесить, всё предусмотреть.
Название волости Черноголовль могло быть образовано от личного имени Черноголов, то есть указывает на принадлежность этой местности некоему Черноголову. Помимо этой, существует ещё две версии происхождения города: 1. От цветов черноголовка, которых было очень много вдоль реки. 2.От птичек черноголовая славка
Третий раз относится к пред. 1401-1402 году в духовной грамоте князя Серпуховского и Боровского Владимира Андреевича, внука Ивана Калиты. Там написано: «.а благо словенная есмь сыне, князя Андрея, дал есмь ему Радонеж с тамгой (пошлиной) и мыты, Бели, Черноголовль с численными людьми на Киржаче». Люди численные — это (по Карамзину) вольные, окладные, платившие государственную дань. Волость в те далекие года была мало заселена. В ней насчитывалось чуть более десяти деревень в 2 - 3 дома да несколько пустошей, которые так и не возродились. Территория волости была покрыта девственным смешанным лесом, который был надежным убежищем для зверей и крупной птицы.
По актам XIV—XVIl веков известно, что волость Черноголовль принадлежала сначала московским князьям, а затем царям и была излюбленным местом больших княжеских и царских охотничьих «прохлад», на которые они прибывали из своих сел- Тайнинского и Воздвиженского. Главная «потеха» состояла в соколиной охоте на птицу и в облавах на медведей и лосей. Особенно страстным охотникомбыл царь Алексей Михайлович. Уток и цапель он бил соколами. А в приказе петровского времени упоминается,что многие охотники добывали в день до 100 зайцев. Не была оставлена без внимания и рыбная ловля на речке Воре. В жалованной грамотке царя Ивана IV Грозного Троице-Сергиевскому монастырю от 18 января 1575 г. говорится: «...пожаловал князь велики Иван Васильевич всея Руси Троице-Сергиева монастыря игумена Спиридона з братьею: велел им рыбу ловить по реке по Воре до нашей волости до Черноголовли, а чья земля не буди, моя ли, великого князя, или боярская, или владычна, a до реки им до Вори дела нет, и 3 бредники и 3 курицами, по реке Воре не бродить рыбы не ловить...». Кроме своего прямого назначения, грамота дает понять, что царь оставляет право владения рекой Ворей за волостью Черноголовль в ее границах.
Обработка земли на территории волости ничем не отличалась от обработки полей остальной части Подмосковья. Навозное удобрение, неразрывно связанное с господством зерновой системы, с трехпольным хозяйством, следует считать явлением обычным в XVl веке и достаточно распространенным. Основными хлебами, высевавшимися в Замосковном крае, были рожь и овес. Кроме них сеяли пшеницу, ячмень, гречиху. В конце XVIl века на государевой десятинной пашне в подмосковных владениях Измайлово и Черноголовская волость высевалось (в десятинах): рожь -140, овес - 120, ячмень - 95. Всего в этих двух дворцовых административных единицах было 420 десятин пашенной земли в трех полях.
Царь Алексей Михайлович часто бывал в лесах Черноголовли, обратя на них внимание, по его указу в 1668 году на разные постройки в селе Измайлово было вывезено сначала 30 тыс. брёвен, потом- 40. Для этого только в первый раз понадобилось только 993 подводы.
В 1797 году Черноголовская волость вошла в состав Ямкинской волости.
Новая финансовая политика в Богородском уезде сказалась на положении школьного дела в деревне Черноголовке. Здесь в 1892 году в доме крестьянина Монахова была открыта земская школа с 20 учениками и одной учительницей Соловьевой Серафимой Сергеевной, столбовой дворянкой, с золотой медалью окончившей гимназию. В 1897 году было построено типовое школьное здание, рядом со Стромынским трактом, на некотором расстоянии от крестьянских домов Маленькой Черноголовки. Сегодня на этом месте находится Дом Ученых. Деревянное одноэтажное здание на сплошном кирпичном фундаменте под железом было построено на средства Богородского земства и при содействии попечителя И. С. Шибаева - богородского фабриканта.
В документах того времени сказано: «Внутри одна классная комната на 55 учеников, столы на трех учеников - приобретены попечителем, мебель в комнате учительницы - от земства, при школе имеется раздевальня и кухня. Земельного участка не имеется, надворных построек нет, дрова сложены на улице. Вода берется из деревенского колодца,держится в ведре без крышки. Приварка не устроено, обедать ученики  домой уходят лишь 4 ученика остальные едят в школе (хлеб, картофель, кашу). B плохую погоду в школе остаются 4-5 далеко живущих школьников-мальчиков, спят на полу, подстилая верхнюю одежду. Питаются только хлебом, чая не пьют. Продолжительность учебного дня 5 часов, уроков 3/4 часа и перемен 1/4 часа. Вечерние занятия бывают зимою, при керосиновой лампе, час-два. Уроки на дом задаются. Пение не преподается. В качестве взыскания применяются: стояние в классе на ногах и оставление в школе после уроков...»
В 1901 году Серафима Сергеевна вышла замуж за Друганова Василия Дмитриевича и уехала к нему, в село Пехра. Умерла на 91-м году жизни
Воспоминания учеников, учителей школы:
Бушуева (Виноградова) Людмила Фёдоровна
Ее детство прошло в деревне Афанасово, здесь она  родилась в 1939 году. Будучи маленькой девочкой, она каждый день преодолевала путь в 3 км из деревни Афанасово в Черноголовку, чаще всего со своими подругами Лидой Леоновой и Ларисой Большовой. Случалось и так, что на обратном пути  попутная лошадь довозила учеников до деревни Афанасово. Поликлиники, конечно, не было, но в школу приходила, деревенский фельдшер Валентина Михайловна Коржавина и делала учащимся прививки. Классным руководителем Людмилы Федоровны была Ларионова Зинаида Васильевна, а затем – Холопцева Клавдия Васильевна.
Были уроки физкультуры на спортивной площадке перед школой, а зимой – на лыжах. Также, были уроки труда, которые вела классный  руководитель, и именно на этих уроках в 1948 – 1949 годы была посажена Берёзовая аллея. Сейчас от березовой аллеи осталось только одно дерево, которое не так давно украсили гирляндами, расположено оно правее от Дома Учёных. Школа находилась на том месте, где сейчас стоит Дом ученых Людмила Федоровна с 5 класса продолжила учебу в якимовской школе.
Школа на всем протяжении своего существования была начальной, после окончания четырех классов дети Черноголовки учились в селе Ямкино, или в городе Ногинске. В 1940 году открылась школа в деревне Якимово, это была уже семилетняя школа. Директором Черноголовской начальной школы и Якимовской  семилетней школы был назначен Казачок Семен Степанович. В годы Великой Отечественной войны школой управлял Гиляревский Владимир Иванович
В 1950 годах вышло постановление партии и правительства об обязательном семилетнем образовании. Поэтому Черноголовская начальная школа была объединена с Якимовской неполной – средней школой № 49. Так появилась  Якимовская неполная – средняя школа № 49. Заведующим был назначен Сергей Дмитриевич Новиков. Сергей Дмитриевич, кроме заведующего был и учителем,преподавал  биологию, географию и химию. Он много сделал для школы, вернее двух школ. Привел в порядок внутришкольные дела, взялся за благоустройство территории около школьных зданий, где были посажены фруктовые сады. Колхоз выделил школе под огород два гектара земли. Затем был проведен капитальный ремонт школьных помещений, в Якимове одна холодная комната была переоборудована в отапливаемый класс и дети стали заниматься одну смену. Главным помощником  директора была завуч и преподаватель математики Клавдия Николаевна Виноградова. Семья Виноградовых, а именно, Клавдия Николаевна Виноградова, её муж Арсений Степанович, мама Клавдии Николаевны Евдокия Лукьянова и двое детей жили в здании черноголовской школы.
Максимова Зоя Алексеевна.
Зоя Алексеевна родилась Черноголовке, и это место остается её малой родиной, по сей день.  Сначала она училась в черноголовской  начальной школе, затем в  якимовской семилетней школе. После ее окончания поступила в Ногинское педучилище. Работала  в деревне Боково учителем начальных классов, после в якимовской школе. Несмотря на сложность обучения в одном кабинете сразу двух классов, Зоя Алексеевна умело справлялась со своими обязанностями. Ей никогда не приходилось повышать голос, в классе всегда была тишина, которой сопутствовала рабочая атмосфера. Дети всегда стремились в школу, радовались похвале любимой и требовательной учительницы. Она грамотно учила детей писать, читать, анализировать.
Максимова Лидия Алексеевна.
Я начала работать в интернате, который находился в первой начальной школе. Дети с 1 по 9 класс собирались из местных окрестных деревень, и не у всех была возможность уезжать домой. Поэтому интернат  располагался в здании старой деревенской школы, потом занимал несколько комнат в доме напротив новой школы. Лидия Алексеевна и воспитатель Антонина Георгиевна Пинегина по очереди дежурили ночами, утром будили детей, кормили, провожали в школу, днем делали с ними уроки. Часто ходили в деревню на ферму за молоком, сами варили кашу на завтрак.
Прихоженко Александра Ивановна:
В начале 60-х годов в Черноголовку по приглашению Ф. И. Дубовицкого начали приезжать научные сотрудники со всех уголков нашей страны в связи с открытием в нашем городе Института химической физики. В этот период в наш город переехала с двумя сыновьями, которые обучались в первой школе и являются последними её учениками.  На основе воспоминаний Александры Ивановны и Лидии Васильевны.
Автор статьи (Мария Беляева, класс  10 Б, 2012):
В  1960 - 1962 годах. Вот как выглядела школа снаружи: На небольшой возвышенности, на опушке соснового леса располагалось деревянное здание. Это и была начальная черноголовская школа. С трёх сторон её окружал яблоневый сад, школьный огород, и справа от школы (на месте современной поликлиники) располагалась воинская часть. Теперь, как я уже говорила, на месте этой школы – Дом Учёных. Яблони были бережно перенесены и высажены вдоль правой стороны улицы Первой. А остатки соснового леса сохранились до настоящего времени на участке от  ДУ до магазина «Флора».
Максимова Лидия Васильевна
Поднявшись по нескольким деревянным ступеням, через добротную входную, вы попадаете в просторные сени. В сенях раздевались ученики.  Напротив входа – дверь в большую классную комнату – светлую, чистую, уютную, повсюду комнатные растения. Зимой школа отапливалась до прихода учеников. Делала это баба Дуня и истопник рабочий. Баба Дуня (так называли Евдокию Лукьянову) была непререкаемым авторитетом для учеников. В её обязанности входило  возвещение начала уроков и  перемен при помощи звонкого колокольчика. Он звучал точно по минутам, был слышен далеко за стенами школы. А также баба Дуня пекла пироги для детей, готовила бутерброды. На переменах дети прямо в классной комнате пили чай, и это было для учеников абсолютно бесплатно. Школьники охотно помогали бабе Дуне: носили дрова и воду, убирали снег у входа в школу. Слушались её безоговорочно, баба Дуня обладала даром воспитателя. Считалось, что её влияние на учебный процесс было очень благотворным.
В одном кабинете одновременно занималось 2 класса, например, первый и третий классы. Урок проходил так. Получив задание от учителя (после разъяснений, конечно) ребята принимались за самостоятельную работу. В это время учитель занимался с другим классом. Немало делалось и для творческого развития школьников. В школу нередко приглашались солдаты, а дети читали для них стихи и пели песни. Это было огромной радостью для детей. Иногда дети выступали в местном деревенском клубе – пели, танцевали, собиралось немало слушателей.
В 1962 году школа переехала в посёлок НЦЧ в новое кирпичное здание, продолжая числиться  в Ногинском  РОНО под № 49.
Деревянное здание было отдано ИХФ под лесничество, затем разобрано и перевезено в Стромынскую школу. Библиотека, насчитывающая 10 тысяч томов, также бесследно исчезла.
Полноценную историю деревни краеведы выделяют с 1925 года, когда население деревни составляло  381 человек (187 из них были грамотные).
В деревне имелись: кустарно-ткацкая артель, школа первой ступени, лавка "Общества потребителей", чайная, лавка Центроспирта. В 1928 году было образовано Товарищество "Общая вспашка", а в 1930 году - колхоз "Пробуждение". Колхоз был создан по инициативе Василия Ивановича Рысакова. В 1932 году был открыты первые ясли. С 1938 начала работать целая тракторная бригада.
С 1930-х в Черноголовке работал низовой молочный завод. С 1947 года директором стал Софронов Лев Фомич, вторым человеком стала Татьяна Петровна Абросимова. Всего коллектив насчитывал 12 человек. при этом руководстве завод начал вырабатывать 1,5 тонны молочной продукции в сутки.
В том же году была открыта пекарня, которая обеспечивал всю округу. Первыми пекарями там были: К. Ф. Кузнецова (Морковичева) и М. С. Богданова.
Также с 1930 года в деревне появилась почта ей заведовал Баринов Алексей Петрович; его незаменимым помощником была А. Д. Клюшникова, которая и сменила его потом, после смерти Алексея.
В 1941- 1945 году колхох функционировал за счёт совсем молодых людей (М. Кузнецова, П. Смирнов, Т. Кузнецова, А. Пичугина) и школьников.
Когда наступил 1941 год многие мужчины и молодые люди ушли на фронт. Из женщин и стариков сформировалась полеводческая бригада, её также пополнили добровольцы-ученики школы. Полуголодные, плохо одетые они помогали женщинам в поле. Зимой 1941 года МТФ (Молочно- товарная ферма) была полностью укомплектована молодыми людьми: М. Кузнецова, П. Смирнова, Т. Кузнецова,Пичугина. Они вчетвером носили несколько вёдер с водой для каждой коровы, чтобы можно было напоить их. После школы им помогали учащиеся: они возили навоз на колхозную ферму на санках; собирали золу по домам( для удобрения); ходили колоть дрова в лес. Бывало соседи занимали друг у друга дрова. Спичек не было. Школьники бегали между домами с чугунком и поджигали всем печи.
На первом послевоенном колхозном собрании ему дали имя "Победа". В это же время в Черноголовки оборудовали радиоузел.( его возглавлял Колесников Алексей Иванович) во второй половине здания почты.
С 1962 года колхоз вошёл в состав совхоза имени Чапаева с главной усадьбой в Ямкино. Стал называться "Черноголовское отделение ямкинского совхоза".
Основатели города - Фёдор Иванович Дубовицкий  и Семёнов Николай Николаевич
Датой основания города является 28 февраля 1956 года, когда было подписано распоряжение Совета Министров СССР, обязывающее президиум АН СССР, создать загородную научно- исследовательскую базу при Институте химической физики АН СССР.
В 1970-е годы Черноголовка стала Научным центром АН СССР.
В 1975 году Черноголовка преобразована в посёлок городского типа, а в 2001 году получила статус города. В 2008 году Черноголовке присвоен статус наукограда.
В 1999 году по приказу Черноголовских властей было создано своё телевидение, которое было запущено 1 мая того же года. Канал по воспоминаниям очевидцев назывался ЧТК (Черноголовский Телевизионный Канал). Вещание на данном телеканале было отведено в вечернее время, а именно с 18:00 до 21:00, вещал только по пятницам, субботам и воскресениям. Показывали в основном новости, повторы программ с других каналов, мультфильмы и др. Но из-за низкого рейтинга и нехватки материала, канал был отключён 1 апреля 2000 года не довещав и года.
Первым мэром Черноголовки был Рязанов Валерий. Он был главой города примерно в 1992 - 1993 году.
С 2003 по 26 декабря 2011 года мэром являлся Филиппов Юрий.
15 марта 2012 года на выборах в мэры города победил представитель научной интеллигенции — чл.-кор. РАН В. Ф. Разумов, подавший в отставку 1 декабря 2014 года.
С 1 декабря 2014 по 5 декабря 2023 года мэром являлся Олег Викторович Егоров (р. 28 июня 1981).
С 6 декабря 2023 года мэром является Роман Викторович Хожаинов (р. 8 января 1983)

## Население
| 1852    | 1859    | 1869    | 1899    | 1926    | 1979    | 1989    | 2002    | 2003    |
| ------- | ------- | ------- | ------- | ------- | ------- | ------- | ------- | ------- |
| 116     | ↗216    | ↗230    | ↘176    | ↗381    | ↗12 289 | ↗18 488 | ↗20 284 | ↗20 300 |
| 2005    | 2008    | 2009    | 2010    | 2012    | 2013    | 2014    | 2015    | 2016    |
| →20 300 | ↗20 500 | ↗20 517 | ↗20 983 | ↗21 424 | ↗21 646 | ↗21 787 | ↗21 925 | ↘21 786 |
| 2017    | 2018    | 2019    | 2020    | 2021    | 2023    | 2024    |         |         |
| ↘21 621 | ↘21 342 | ↘21 059 | ↗21 288 | ↘19 530 | ↘19 027 | ↘18 472 |         |         |

На 1 января 2025 года по численности населения город находился на 693-м месте из 1124 городов Российской Федерации.
Основным населением Черноголовки в момент основания была научная интеллигенция. В настоящее время её доля стремительно сокращается, составляя около 25 % в 2012 г. Это происходит как вследствие роста «ненаучной» части населения, так и вследствие трудностей финансирования научных учреждений РАН, что приводит к трудовой миграции в близлежащую Москву.
Национальный состав
По итогам переписи населения 2020 года проживали следующие национальности (национальности менее 0,1 % и другое, см. в сноске к строке «Другие»):
| Национальность | Численность, чел. | Доля     |
| -------------- | ----------------- | -------- |
| Русские        | 17 081            | 87,46 %  |
| Украинцы       | 180               | 0,92 %   |
| Армяне         | 103               | 0,53 %   |
| Татары         | 68                | 0,35 %   |
| Белорусы       | 42                | 0,22 %   |
| Таджики        | 35                | 0,18 %   |
| Узбеки         | 21                | 0,11 %   |
| Евреи          | 21                | 0,11 %   |
| Другие         | 1979              | 10,12 %  |
| Итого          | 19 530            | 100,00 % |

## Территориальное устройство
Черноголовка административного деления не имеет.
В составе города традиционно выделяются: институты (северная часть города), центральная часть, микрорайон «Заречье» (новый микрорайон к юго-востоку от центральной части, появившийся всего несколько лет назад, активно ведётся жилищное строительство, ул. Береговая), коттеджный район «Солнечная поляна» (к востоку от мкр. «На береговой»), микрорайон «Луговой» (к юго-западу от центральной части), «деревня Черноголовка» или частный сектор (к югу от центральной части) и промышленная зона («23-й километр») — самая южная часть города, практически вплотную прилегающая к Московскому Малому кольцу и территории в/ч 58172 (пос. Макарово или «Ногинск-4»), входящей в состав Муниципального образования «Городской округ Черноголовка».
При этом часть (площадью около 15,5 га) промышленной зоны «23-й километр» при выделении городского округа Черноголовка из состава бывшего Ногинского района в 2005 году была оставлена номинально в составе Ногинского района и за пределами городской черты Черноголовки (она окружает этот участок с севера, запада и юга); этими промышленными предприятиями являются завод по производству минеральной воды (2,4 га), завод по производству ликёро-водочной продукции (3,1 га), спиртохранилище (2,3 га), пивоваренный завод (7,2 га) и подъездные пути железной дороги (0,4 га), адресные ориентиры им задаются «Ногинский район, 5,5 км северо-западнее с. Ямкино, промышленная зона Ногинск-23, промплощадка № 1», тем не менее в рекламе продукция указанных предприятий указывается как произведённая в Черноголовке.

## Наука
Градообразующими предприятиями Черноголовки являются предприятия научно-производственного комплекса — Научного центра РАН в Черноголовке (НЦЧ РАН). Научный центр Российской академии наук в Черноголовке создан в 1956 году и объединяет научные организации, организации научного обслуживания и социальной сферы, подведомственные РАН: 7 научно-исследовательских институтов Российской Академии наук, ФГУП «Экспериментальный завод научного приборостроения», Федеральное Государственное унитарное предприятие Научно-технологический центр (НТЦ) «Электронтех» РАН, Федеральное Государственное унитарное предприятие «Управление эксплуатации Научного центра РАН в Черноголовке» (ФГУП "Управление эксплуатации НЦЧ РАН), ряд других. Среднесписочная численность работающих в учреждениях и на предприятиях НЦЧ РАН — 4,9 тыс. чел.
Учреждения Российской академии наук:
- институты
  - Институт физики твёрдого тела РАН (ИФТТ РАН),
  - Институт теоретической физики имени Л. Д. Ландау РАН (ИТФ РАН),
  - Институт проблем химической физики РАН (ИПХФ РАН),
  - Институт экспериментальной минералогии РАН (ИЭМ РАН),
  - Институт структурной макрокинетики и проблем материаловедения РАН (ИСМАН),
  - Институт проблем технологии микроэлектроники и особочистых материалов РАН (ИПТМ РАН),
  - Институт физиологически активных веществ РАН (ИФАВ РАН),
  - Филиал Института энергетических проблем химической физики имени В. Л. Тальрозе РАН (ИНЭПХФ РАН им. В. Л. Тальрозе),
  - Научно-экспериментальная база «Черноголовка» Института проблем экологии и эволюции им. А. Н. Северцова РАН,
  - Лаборатория Института геохимии и аналитической химии им. В. И. Вернадского,
  - Отдел прикладных сетевых исследований Научного центра РАН в Черноголовке,
- Экспериментальный завод научного приборостроения со специальным конструкторским бюро РАН (производство телекоммуникационной аппаратуры и др.).
- Научно-технологический центр «Электронтех» РАН.

В составе Научного центра в Черноголовке РАН работают 22 членов-корреспондентов РАН, докторов наук — 259, кандидатов наук — 653 человека. Всего численность сотрудников центра (включая учреждения социальной сферы) — 4 891 человек.
Обсуждая уровень проводимых в Черноголовке научных исследований, уместно сослаться на мнение академика Ж. И. Алфёрова, который отмечал: «… Два питомца Московского физико-технического института, в недавнем прошлом российские граждане Андрей Гейм и Константин Новосёлов получили Нобелевскую премию по физике за открытие нового углеродного материала — графена. На его основе уже создан миниатюрный транзистор, работающий при комнатной температуре. Своё становление как научные работники они получили в Институте физики твёрдого тела в Черноголовке. Теперь работают в Манчестере.»
В городе развита новаторская деятельность.
Направления научных исследований
Основные направления исследований:
- химическая физика процессов горения и взрыва, образования и модификации полимеров, биологических процессов и систем,
- кинетика и механизм сложных химических реакций,
- физика конденсированных сред,
- современное материаловедение,
- теоретическая и математическая физика.
- физические проблемы микро- и наноэлектроники,
- чистые вещества и материалы электронной техники,
- твёрдопламенное горение и самораспространяющийся высокотемпературный синтез (СВС),
- дизайн лекарственных веществ,
- разработка теоретических основ для поисков месторождений полезных ископаемых.

## Образование
В Черноголовке функционируют пять средних общеобразовательных школ, из которых три муниципального подчинения: МОУ СОШ № 82 (с 1962 года , с 2008 года в состав школы вошла начальная школа № 79, просуществовала до июня 2023), МОУ СОШ № 75 (с 1980 года по июнь 2023), МОУ СОШ «Веста» (с 1993 по июнь 2023). С 8 июня 2023 года школы объединились в одну организацию- МБОУ "Черноголовская СОШ" ( по данным о свидетельстве о государственной аккредитации), в которою помимо школ вошли детские сады. И две негосударственные общеобразовательные организации: АНОО "Новая Черноголовская школа" (с 2017 года, учредитель - АО Фирма "Август") и Частное учреждение "Некоммерческое образовательное учреждение "ШколЯр" (с 2013 года). Также есть детский сад и семейная школа "Дивнолесье"(https://divnoles)
Среди учеников и выпускников школ № 82 и № 75 более десятка победителей Всероссийских и Международных Олимпиад школьников по физике, химии, математике, астрономии.
Институты РАН обладают лицензиями для обучения в аспирантуре и докторантуре.
При ИФТТ РАН, ИТФ РАН, ИПХФ РАН и ИПТМ РАН открыты базовые кафедры Московского физико-технического института, МГУ, и факультета физики ВШЭ.
ЧДШИ им. Е.П. Макуренковой (появилась в ноябре 1964, имя Макуренковой присвоено в 2004), Черноголовская ДЮСШ (открыта фактически в 1965, но первые документы датированы 1967 годом).
Культурно- досуговый центр Гамма.

## Экономика
Помимо научно-производственных предприятий в городе базируются следующие крупные предприятия: компания АО Фирма Август (крупнейший российский производитель и разработчик химических средств защиты растений), концерн «ОСТ» (хотя его заводы находятся за городской чертой — см. Территориальное устройство) — производитель спиртных и безалкогольных напитков, крупнейшее в России производство лимонадов которого делает Черноголовку «лимонадной столицей России». В 2021 году из Москвы в Черноголовку была перерегистрирована компания «Вкусвилл».

## Культура
- Дом учёных Научного центра Российской академии наук. ( при нём функционируют два зала- "Дом учёных" (функционирует с 1967 (постановление Президиума АН СССР от 23 октября 1967)) и "Большая гостиная")
- 27-28 июня 1987 года в Черноголовке был проведён один из наиболее значимых рок-фестивалей в СССР — Первый Всесоюзный рок-фестиваль. Среди наиболее выдающихся участников фестиваля были группы «Ноль», «ДДТ», «Наутилус Помпилиус», «Цемент», «Нате!», Александр Башлачёв и другие.
- Государственный военно-технический музей (в селе Ивановское).
- В 1987 году в Черноголовке был проведён один из первых в СССР фестивалей по брейк- дансу "Пингвин".
- В октябре 1972 в "Доме Учёных" АН СССР выступал Владимир Высоцкий.
- Также известно, что в Дому Учёных выступал Муслим Магомаев, Тамара Синявская.

## Транспорт
Черноголовка имеет регулярное автобусное сообщение с Москвой (автобусы № 320 Москва — Черноголовка, № 360 Москва — Дуброво от станции метро «Щёлковская» с Московского автовокзала, время в пути от 50 минут (при отсутствии пробок) до 2-3 часов (интервал рейсов 15—30 мин., вечером — 1 час), из Черноголовки с 5:00 до 22:30, из Москвы с 06:00 до 24:00), с Ногинском (№ 24, № 24э, № 25, средний интервал рейсов около 1 ч), автобусы в Дуброво (№ 360), Макарово и Ивановское (№ 73), Фряново (маршрутка № 31). Есть внутригородской кольцевой маршрутный автобус (№ 1Ч). Функционируют внутригородские и междугородние такси.
Проездом через Черноголовку ходят также автобусы Москва—Киржач и Москва—Кольчугино, которые официально не останавливаются в городе (неофициально останавливаются не на автовокзале, а «на кольце» — пересечении Институтского проспекта и улицы Центральной).

## Спорт
Ежегодно проводятся соревнования по лыжам, футболу, хоккею, плаванию, баскетболу, теннису, биатлону, детской аэробике, скалолазанию, художественной гимнастике «Майские Ласточки», волейболу. Чемпионка Уимблдона и Открытого чемпионата США 2010 года в парном разряде (с 2008 года представляет Казахстан) Ярослава Шведова тренировалась в школьные годы в Черноголовской секции большого тенниса.

## Рейтинг Черноголовки
По результатам подсчёта рейтинга муниципальных образований Подмосковья за 1-й квартал 2019 г., проведённого Министерством экономики и финансов Московской области по 50 показателям, Черноголовка заняла предпоследнее 59-е место при уровне удовлетворённости населения деятельностью органов власти 44 % (46-е место), опередив г.о. Волоколамский.

## Города-побратимы
- — Нойбиберг, Германия